# Люта (приток Плюссы)
 Люта  — река в России, протекает по Псковской области Струго-Красненском и Плюсском районах, впадает в реку Плюссу слева на 135 км от её устья. Берёт исток на Лужской возвышенности.
Длина — 96 км, площадь водосборного бассейна — 660 км².
Основные притоки:
- слева: Угорня (в 72 км от устья), Меленка (81 км от устья);
- справа: Плотиченка (55 км от устья), руч. Метелинка (74 км от устья).

## Данные водного реестра
По данным государственного водного реестра России относится к Балтийскому бассейновому округу, водохозяйственный участок реки — Нарва. Относится к речному бассейну реки Нарва (российская часть бассейна).
Код объекта в государственном водном реестре — 1030000412102000027045.